# Edmundo Orellana
Ángel Edmundo Orellana Mercado (Juticalpa, Olancho, 20 de octubre de 1948) es un experto jurista y político hondureño. Fue el primer fiscal general de la República, y más tarde desempeñó los cargos de canciller de Honduras, ministro de Defensa y diputado del Congreso Nacional. Fue ministro asesor de la Presidencia en materia de transparencia y combate a la corrupción del Gobierno de Xiomara Castro desde el 27 de enero del 2023 hasta su renuncia el 20 de junio del 2023.

## Estudios
Realizó sus estudios superiores en la Facultad de Ciencias Jurídicas y Sociales de la Universidad Nacional Autónoma de Honduras (UNAH), obteniendo el título de licenciado en Derecho, luego recibió el execuátur de notario público; y finalmente obtuvo el doctorado en Derecho Administrativo en Italia.
Es catedrático de la Facultad de Derecho de la UNAH desde 1976.

## Trayectoria política
Desempeñó el cargo de director del Fondo Hondureño de Previsión de la Secretaría de Planificación, Coordinación y Presupuesto de 1982 a 1985, ocupando la Dirección General de Reforma Administrativa de esa misma dependencia de 1985 a 1987. Fungió como magistrado de la Corte de Apelaciones de lo Contencioso Administrativo de 1988 a 1994, cuando el Congreso Nacional lo eligió como el primer fiscal general de la República, cargo que desempeñó hasta 1999. Según Orellana, el candidato del presidente de la República Carlos Roberto Reina para la fiscalía era Armando Aguilar Cruz, pero no obtuvo los votos en el Congreso.
En 1999 fue nombrado embajador representante permanente de Honduras ante la Organización de las Naciones Unidas, en Nueva York.

### Gobierno de Manuel Zelaya
Orellana fue electo diputado propietario al Congreso Nacional en los comicios del año 2005. Al interior del Partido Liberal, Orellana y Roberto Micheletti fueron los candidatos para ejercer la presidencia del Congreso, siendo Micheletti el escogido. El presidente Manuel Zelaya nombró entonces a Orellana titular de la Secretaría de Gobernación, Justicia y Descentralización, donde estuvo hasta 2008. El 13 de enero de ese año fue nombrado canciller de la República
El 25 de agosto de 2008, Honduras se anexó al ALBA. Durante el evento celebrado en Honduras, el entonces mandatario venezolano Hugo Chávez insultó a los hondureños que se oponían a esa anexión llamándolos «ignorantes o vende patrias» y también a los estadounidenses, a los que se refirió como «pitiyanquis». Al día siguiente Edmundo Orellana expresó públicamente su desacuerdo con algunas de las opiniones de Chávez, y dijo que Estados Unidos era un aliado histórico de Honduras y por ello no se les debe ofender. Días más tarde, el gobierno de Zelaya a través de dos comunicados de prensa, uno de Casa Presidencial y otro de la Cancillería, dijo que todos sus funcionarios estaban de acuerdo con el discurso de Chávez. La nota de prensa de Cancillería no fue firmada por Orellana.
El 31 de enero de 2009 Edmundo Orellana fue ungido como ministro de Defensa. El 24 de junio de ese año renunció por hallarse en desacuerdo con la decisión del presidente Zelaya de continuar con la realización de una encuesta el 28 de junio, contraviniendo una decisión judicial de suspenderla. Aunque a criterio de Orellana la encuesta no debió declararse ilegal, dijo ser «respetuoso de las leyes». También fue un motivo de desacuerdo la insistencia del presidente Zelaya en involucrar a los militares en su plan de consulta. La encuesta fue parte del proyecto ilegal de la Cuarta Urna promovido por el Poder Ejecutivo para reformar la constitución. El día que se haría la encuesta Zelaya fue derrocado. Orellana por su parte, fue reintegrado al Congreso Nacional el 25 de junio.

### Diputado del Parlacen
En las elecciones de 2017 Orellana fue elegido diputado del Parlamento Centroamericano (Parlacen) por el Partido Liberal, para el periodo parlamentario 2021-2026. Abandonó el cargo —posiblemente en enero de 2022—, que pasó a su suplente Armando Bardales Paz.

### Gobierno de Xiomara Castro
En enero de 2022 fue nombrado ministro asesor de la Presidencia en materia de transparencia y combate a la corrupción. El 3 de febrero calificó como un «pacto de impunidad» a la «Amnistía para la Liberación de Presos Políticos y Presos de Conciencia» aprobada el día anterior por una facción del Congreso Nacional con una Junta Directiva de facto. La amnistía perdonó varios delitos llevados a cabo durante el gobierno de Manuel Zelaya por funcionarios. Dos semanas más tarde Orellana confirmó su involucramiento en las negociaciones del gobierno con la ONU para instalar en Honduras una Comisión Internacional Contra la Corrupción y la Impunidad (CICIH).
Durante su gestión, la Secretaría de Transparencia presentó dos informes sobre posible corrupción a la Ley de Contratación del Estado por parte de la Comisión Nacional de Deportes, Educación Física y Recreación (Condepor) y la Secretaría de Planificación Estratégica. En el caso de Condepor se afirmó la inexistencia del plan anual de compras y contrataciones de Condepor, así como que la empresa constructora Sistemas de Construcción S. de RL nunca licitó y tampoco se respetó el tiempo del proceso de la licitación. Dicho informe fue remitido en mayo a la Procuraduría General de la República y al Ministerio Público. Mientras que en el caso de la Secretaría de Planificación se encontraron 12 procedimientos de compra de boletos aéreos con un monto superior a 1.6 millones de lempiras que no fueron publicados en el Portal de Difusión y Contratos de Honducompras, incumpliendo con las disposiciones legales.
Edmundo Orellana renunció a sus funciones en el gobierno el 1 de agosto de 2023, aduciendo motivos personales.

## Obras
Orellana Mercado ha escrito más de veinte obras sobre la disciplina de las Ciencias Jurídicas y Política. Ha escrito decenas de opúsculos sobre temas sociales, que ha editado el Centro de Documentación de Honduras (CEDOH), y centenares de artículos en diarios nacionales y revistas especializadas.
Es autor, además, del texto primigenio de la Ley de Administración Pública, de la Ley de Procedimiento Administrativo y de la Ley de Jurisdicción de lo Contencioso Administrativo.

## Reconocimientos
- Premio Nacional de Ciencias José Cecilio del Valle (1992), del Estado de Honduras, por su labor como jurista e investigador.
- Juris Maxima Pluma de Oro, del Colegio de Abogados.[2]

## Acusaciones
En octubre de 2018, el asesor en materia de seguridad y exmilitar de las Fuerzas Armadas, Billy Joya, presentó una denuncia contra Orelllana por los delitos de abuso de autoridad, cohecho, violación a los deberes de los funcionarios, malversación de caudales públicos, prevaricato, encubrimiento, falso testimonio, acusación y denuncia falsa, y denegación y retardo de justicia. Joya asegura que, siendo fiscal general, Orellana confabuló para crear contra él el caso Hans Madison, basado en pruebas falsas y motivado por una venganza personal de carácter político y por ideología.